# ماساتو وادا
ماساتو وادا (انگلیسی: Masato Wada؛ زادهٔ ۲۵ اوت ۱۹۷۹) بازیگر، خواننده اهل ژاپن است.
از فیلم‌هایی که او در آن نقش داشته‌است می‌توان به سکیگاهارا (فیلم)‏ اشاره کرد.